# Championnat de la Barbade de football 2007
Navigation
Saison précédente Saison suivante
La saison 2007 du Championnat de la Barbade de football est la quarantième édition de la Premier League, le championnat national à la Barbade. Les dix équipes engagées sont regroupées au sein d'une poule unique où elles s'affrontent à deux reprises. En fin de saison, les deux derniers du classement sont relégués et remplacés par les deux meilleures formations de Division 1.
C'est le club de Barbados Defence Force SC qui remporte la compétition cette saison après avoir terminé en tête du classement final, avec deux points d'avance sur Pride of Gall Hill FC et trois sur Brittons Hill FC. Il s’agit du deuxième titre de champion de la Barbade de l'histoire du club. 

## Les clubs participants
- Technico FC - Promu de Division 1
- Notre Dame SC
- Youth Milan FC
- Pride of Gall Hill FC
- Silver Sands FC
- Eden Stars FC
- Haggatt Hill FC - Promu de Division 1
- Britton Hill FC
- Tudor Bridge FC
- Barbados Defence Force SC

## Compétition
Le barème de points servant à établir le classement se décompose ainsi :
- Victoire : 3 points
- Match nul : 1 point
- Défaite : 0 point

### Classement
| Rang | Équipe                    | Pts | J  | G  | N | P  | Bp | Bc | Diff |
| ---- | ------------------------- | --- | -- | -- | - | -- | -- | -- | ---- |
| 1    | Barbados Defence Force SC | 34  | 18 | 11 | 1 | 6  | 44 | 24 | +20  |
| 2    | Pride of Gall Hill FC     | 32  | 18 | 10 | 2 | 6  | 31 | 25 | +6   |
| 3    | Britton Hill FCC          | 31  | 18 | 8  | 7 | 3  | 33 | 14 | +19  |
| 4    | Silver Sands FC           | 30  | 18 | 9  | 3 | 6  | 34 | 24 | +10  |
| 5    | Notre Dame SC             | 29  | 18 | 8  | 5 | 5  | 39 | 21 | +18  |
| 6    | Youth Milan FCT           | 28  | 18 | 9  | 1 | 8  | 38 | 43 | -5   |
| 7    | Technico FCP              | 26  | 18 | 7  | 5 | 6  | 24 | 20 | +4   |
| 8    | Tudor Bridge FC           | 19  | 18 | 5  | 4 | 9  | 17 | 40 | -23  |
| 9    | Haggatt Hill FCP          | 18  | 18 | 5  | 3 | 10 | 19 | 37 | -18  |
| 10   | Eden Stars FC             | 6   | 18 | 1  | 3 | 14 | 17 | 48 | -31  |

|  | Champion de la Barbade 2007                                                         |
|  | Relégation en Division 1                                                            |
|  | T : Tenant du titre C : Vainqueur de la Coupe de la Barbade P : Promu de Division 1 |

## Bilan de la saison
| Championnat de la Barbade de football 2007 |                                      |
| Champion                                   | Barbados Defence Force SC (2e titre) |
| Coupes et trophées                         |                                      |
| Vainqueur de la Coupe de la Barbade 2007   | Pride of Gall Hill FC                |
| Qualifications continentales               |                                      |
| CFU Club Championship 2007                 | Aucun                                |
| Promotions et relégations                  |                                      |
| Promus en Premier League                   | Paradise Football Club               |
| Promus en Premier League                   | Maxwell FC                           |
| Relégués en Division 1                     | Haggatt Hill FC                      |
| Relégués en Division 1                     | Eden Stars FC                        |